# Poznań Dębina

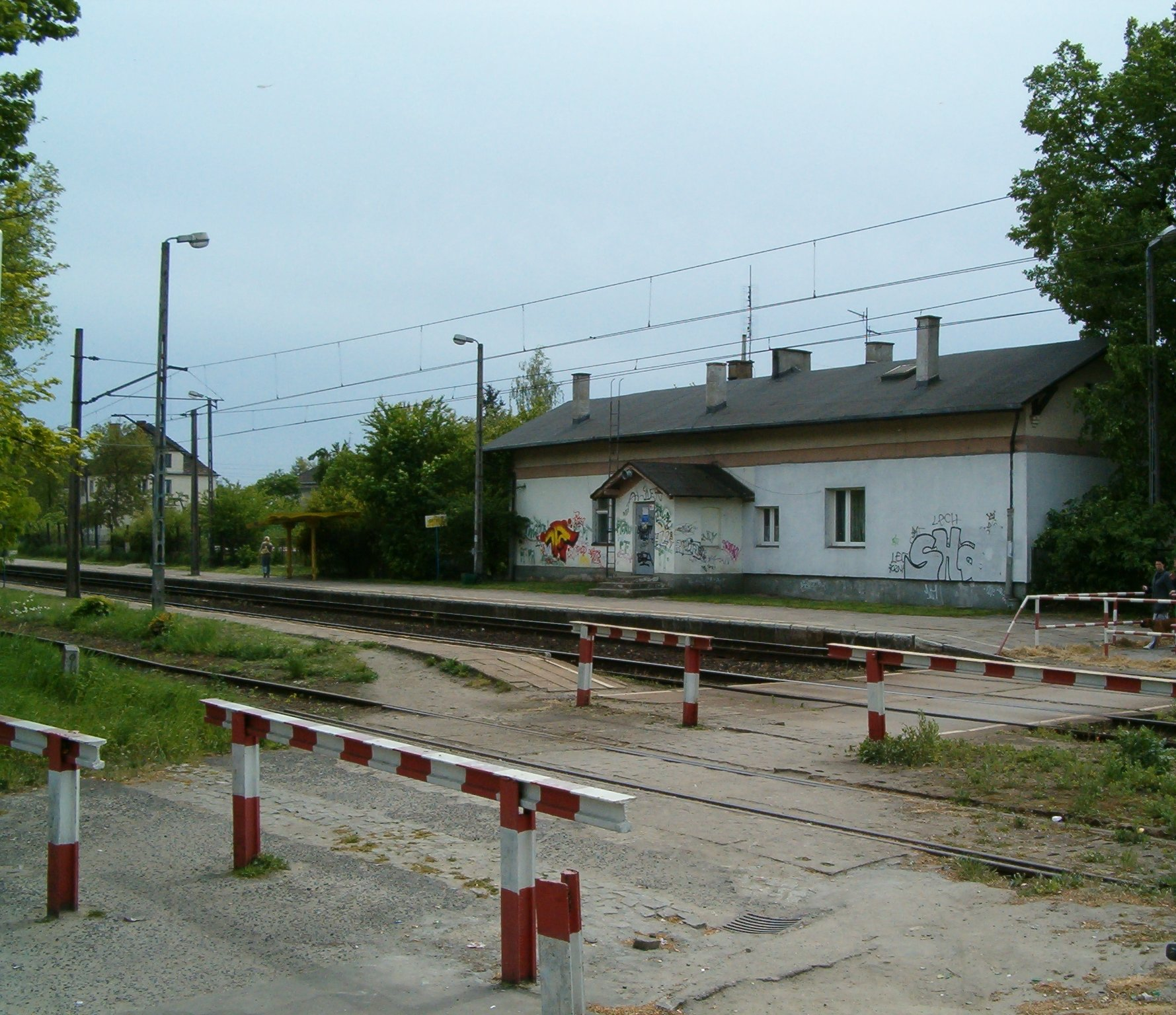
Widok na przystanek z ulicy Wiśniowej (2007)

Poznań Dębina – przystanek kolejowy na Wildzie, na osiedlu administracyjnym Wilda, w Poznaniu, leżący na południe od stacji Poznań Główny, na szlaku kolejowym Kluczbork – Poznań.

## Ruch pasażerski
| Rok  | Wymiana pasażerska na dobę |
| ---- | -------------------------- |
| 2017 | 100-149                    |
| 2022 | 150-199                    |

## Historia
Jego powstanie datuje się na dzień 1 lutego 1883 roku. Wtedy to dawny przystanek kolejowy Luisenhain (z niem. Gaj Ludwiki) znajdujący się przed mostem nad rzeką Wartą – po jej zachodniej stronie – nazwano Eichwald (z niem. Dębina). Zmiana ta wiązała się z otwarciem w tym dniu nowej stacji na Starołęce. Wzmożony ruch pasażerów odbywał się głównie w weekendy, kiedy to mieszkańcy Poznania wybierali się między innymi do Lasku Dębińskiego. Po I wojnie światowej przystanek, leżący w pobliżu mostu Dębińskiego, funkcjonował najpóźniej do roku 1947. W 1970 roku został uruchomiony na Dębcu nowy przystanek o nazwie Dębina, znajdujący się na wschód od przejazdu kolejowo-pieszego w ciągu ulicy Wiśniowej. Obecnie jest on obsługiwany przez pociągi spółki Polregio, Łódzką Kolej Aglomeracyjną i Koleje Wielkopolskie.

## Teraźniejszość
Dzisiaj Ten przystanek ma 2 perony i na każdym z nich 2 tory (sektory). W okolicy znajduje się cmentarz oraz punkt przesiadkowy na tramwaj Dębiec PKM. Przejście na drugi peron odbywa się przez przejście przez tory kategorii E z semaforami i systemem dźwięków. Znajduje się również nieczynny dworzec. Na peronach znajdują się ławki, wiaty, gabloty z rozkładem jazdy, tablice peronowe oraz system komunikatów głosowych. Obok peronu 2 znajduje się bocznica kolejowa do pobliskiej fabryki pociągów.